# Walter Estrada
Walter Ignacio Estrada Cardenas (Nacimiento, Región del Biobío, Chile, 11 de febrero de 2002), es un futbolista profesional chileno. Juega de mediocampista y su equipo actual es Fernández Vial de la Segunda División de Chile.

## Trayectoria

### Inicios
Walter Estrada es formado futbolísticamente en el Club Deportivo Huachipato, en donde estaría considerado en el plantel profesional desde 2021, en donde sería considerado como revulsivo para poder debutar.

### Club Deportivo Huachipato
Durante la temporada 2021, Estrada tendría la oportunidad de debutar profesionalmente con el elenco acerero un 23 de junio, en un partido válido por los dieciseisavos de final de la Copa Chile 2021, en la llave en donde Huachipato enfrentaría a San Antonio Unido, jugando 8 minutos.

## Estadísticas
| Club               | Div.          | Temporada     | Liga  | Liga  | Copas(1) | Copas(1) | Torneos internacionales(2) | Torneos internacionales(2) | Total(3) | Total(3) | Media goleadora |
| Club               | Div.          | Temporada     | Part. | Goles | Part.    | Goles    | Part.                      | Goles                      | Part.    | Goles    | Media goleadora |
| ------------------ | ------------- | ------------- | ----- | ----- | -------- | -------- | -------------------------- | -------------------------- | -------- | -------- | --------------- |
| Huachipato · Chile | 1.ª           | 2021          | —     | —     | 3        | 0        | —                          | —                          | 3        | 0        | 0.00            |
| Huachipato · Chile | 1.ª           | 2022          | 0     | 0     | 0        | 0        | 0                          | 0                          | 0        | 0        | 0.00            |
| Huachipato · Chile | Total club    | Total club    | 0     | 0     | 3        | 0        | 0                          | 0                          | 3        | 0        | 0.00            |
| Total carrera      | Total carrera | Total carrera | 0     | 0     | 3        | 0        | 0                          | 0                          | 3        | 0        | 0.00            |